# Vîșnivciîk, Cemerivți
Vîșnivciîk (în ucraineană Вишнівчик) este localitatea de reședință a comunei Vîșnivciîk din raionul Cemerivți, regiunea Hmelnîțkîi, Ucraina.

## Demografie
Componența lingvistică a localității Vîșnivciîk
     Ucraineană (99,1%)
     Alte limbi (0,9%)
Conform recensământului din 2001, majoritatea populației localității Vîșnivciîk era vorbitoare de ucraineană (99,1%), existând în minoritate și vorbitori de alte limbi.